# شهرستان اولجو
شهرستان اولجو (به لاتین: Ulju County) یک منطقهٔ مسکونی در کره جنوبی است که در اولسان واقع شده‌است. شهرستان اولجو ۷۵۴٫۹۴ کیلومتر مربع مساحت و ۲۰۲٬۲۹۲ نفر جمعیت دارد.